# Punishing Kiss
A 2000-es Punishing Kiss Ute Lemper nagylemeze. A legtöbb dalon a The Divine Comedy a kísérőzenekar. Az album szerepel az 1001 lemez, amit hallanod kell, mielőtt meghalsz című könyvben.

## Az album dalai
|     | Cím                                | Szerző(k)                      | Hossz |
| --- | ---------------------------------- | ------------------------------ | ----- |
| 1.  | Little Water Song                  | Bruno Pisek, Nick Cave         | 3:59  |
| 2.  | The Case Continues                 | Neil Hannon, Joby Talbot       | 3:52  |
| 3.  | Passionate Fight                   | Elvis Costello, Steve Nieve    | 4:14  |
| 4.  | Tango Ballad                       | Bertolt Brecht, Kurt Weill     | 4:59  |
| 5.  | Couldn't You Keep That to Yourself | Elvis Costello                 | 2:50  |
| 6.  | Streets of Berlin                  | Martin Sherman, Philip Glass   | 4:01  |
| 7.  | The Part You Throw Away            | Tom Waits, Kathleen Brennan    | 4:40  |
| 8.  | Split                              | Neil Hannon, Joby Talbot       | 3:43  |
| 9.  | Punishing Kiss                     | Elvis Costello, Cait O'Riordan | 4:33  |
| 10. | Purple Avenue                      | Tom Waits                      | 4:23  |
| 11. | You Were Meant For Me              | Neil Hannon, Joby Talbot       | 5:17  |
| 12. | Scope J                            | Scott Walker                   | 10:56 |

## Fordítás
Ez a szócikk részben vagy egészben a Punishing Kiss című angol Wikipédia-szócikk ezen változatának fordításán alapul.  Az eredeti cikk szerkesztőit annak laptörténete sorolja fel. Ez a jelzés csupán a megfogalmazás eredetét és a szerzői jogokat jelzi, nem szolgál a cikkben szereplő információk forrásmegjelöléseként.